# Chiton albolineatus
Chiton albolineatus är en blötdjursart som beskrevs av William John Broderip och Sowerby 1829. Chiton albolineatus ingår i släktet Chiton och familjen Chitonidae. Inga underarter finns listade i Catalogue of Life.